# Galliavola
Galliavola är en ort och kommun i provinsen Pavia i regionen Lombardiet i Italien. Kommunen hade 195 invånare (2018).